# Norman Read (Bergsteiger)
Norman H. Read (* 17. Januar 1891; † 23. Januar 1992 in Chestnut Hill (Massachusetts)) war ein US-amerikanischer Geologe und Bergsteiger.
1925 nahm er an einer Expedition unter der Führung von Albert MacCarthy teil. Sie führte zum bislang unbestiegenen Mount Logan. Der höchste Berg Kanadas misst 5959 Meter und ist damit auch der zweithöchste seines Kontinents, also einer der Seven Second Summits. Weitere Expeditionsteilnehmer waren Allen Carpé, William Wasbrough Foster, Fred Lambart und Andrew Taylor. Sie erreichten den Gipfel am 23. Juni 1925.
1950, im Alter von 60 Jahren, erstieg Read den Berg ein zweites Mal. Er war außerdem der erste US-Amerikaner, der während des Ersten Weltkrieges dem britischen Royal Flying Corps beitrat. Read lebte in Manchester-by-the-Sea (Massachusetts) und New York. Er starb am 23. Januar 1992 im Alter von 101 Jahren in einem Altersheim in Chestnut Hill (Massachusetts).